# Jaroslava Mahutjich
Jaroslava Oleksijivna Mahutjich (ukrainska: Ярослава Олексіївна Магучіх), född den 19 september 2001 i Dnipropetrovsk, Ukraina, är en ukrainsk friidrottare som tävlar i höjdhopp. Hon satte nytt världsrekord under Diamond League-tävlingen i Paris den 7 juli 2024, med 2,10 meter.

## Karriär
Mahutjichs första internationella mästerskapsframgång på seniornivå kom vid VM i Qatar 2019, där hon vann en silvermedalj med personbästa och juniorvärldsrekord på höjden 2,04 meter.
I augusti 2021 vid OS i Tokyo tog Mahutjich brons i damernas höjdhopp efter att slutat bakom Marija Lasitskene och Nicola McDermott. I mars 2022 vid inomhus-VM i Belgrad tog hon guld i höjdhoppstävlingen efter ett hopp på 2,02 meter. I juli 2022 vid VM i Eugene tog Mahutjich sitt andra raka VM-silver i höjdhopp. Följande månad tog hon guld vid EM i München.
I mars 2023 vid inomhus-EM i Istanbul tog Mahutjich sitt andra raka guld i höjdhopp efter ett hopp på 1,98 meter.
På Diamond League-galan i Paris den 7 juli 2024 satte Mahutjich ett nytt världsrekord med höjden 2,10 meter. Det tidigare rekordet på 2,09 meter, satt av Stefka Kostadinova, hade då stått sig i nästan 37 år.
Vid olympiska sommarspelen 2024 vann Mahutjich höjdhoppstävlingen med ett hopp på 2,00 m.

## Internationella tävlingar
| År                   | Tävling                         | Plats                | Placering            | Höjd                 | Noteringar           |
| Tävlande för Ukraina | Tävlande för Ukraina            | Tävlande för Ukraina | Tävlande för Ukraina | Tävlande för Ukraina | Tävlande för Ukraina |
| -------------------- | ------------------------------- | -------------------- | -------------------- | -------------------- | -------------------- |
| 2017                 | Ungdomsvärldsmästerskapen       | Nairobi              | 1:a                  | 1,92 m               | 0MR0                 |
| 2017                 | European Youth Olympic Festival | Győr                 | 1:a                  | 1,89 m               |                      |
| 2018                 | Ungdomseuropamästerskapen       | Győr                 | 1:a                  | 1,94 m               | 0MR0                 |
| 2018                 | Olympiska spelen för ungdomar   | Buenos Aires         | 1:a                  | 1,92 m + 1,95 m      |                      |
| 2019                 | Junioreuropamästerskapen        | Borås                | 1:a                  | 1,92 m               |                      |
| 2019                 | Världsmästerskapen              | Doha                 | 2:a                  | 2,04 m               | 0VRJ0                |
| 2021                 | Europeiska inomhusmästerskapen  | Toruń                | 1:a                  | 2,00 m               |                      |
| 2021                 | U23-europamästerskapen          | Tallinn              | 1:a                  | 2,00 m               | 0MR0                 |
| 2021                 | Olympiska spelen                | Tokyo                | 3:e                  | 2,00 m               |                      |
| 2022                 | Inomhusvärldsmästerskapen       | Belgrad              | 1:a                  | 2,02 m               |                      |
| 2022                 | Världsmästerskapen              | Eugene               | 2:a                  | 2,02 m               |                      |
| 2022                 | Europamästerskapen              | München              | 1:a                  | 1,95 m               |                      |
| 2023                 | Europeiska inomhusmästerskapen  | Istanbul             | 1:a                  | 1,98 m               |                      |
| 2023                 | Europeiska spelen               | Chorzów              | 1:a                  | 1,97 m               |                      |
| 2023                 | Världsmästerskapen              | Budapest             | 1:a                  | 2,01 m               |                      |
| 2024                 | Inomhusvärldsmästerskapen       | Glasgow              | 2:a                  | 1,97 m               |                      |
| 2024                 | Europamästerskapen              | Rom                  | 1:a                  | 2,01 m               |                      |
| 2024                 | Olympiska spelen                | Paris                | 1:a                  | 2,00 m               |                      |
| 2025                 | Europeiska inomhusmästerskapen  | Apeldoorn            | 1:a                  | 1,99 m               |                      |
| 2025                 | Inomhusvärldsmästerskapen       | Nanjing              | 3:e                  | 1,95 m               |                      |